# Jitka Svobodová
Jitka Svobodová (9. září 1941, Praha – 15. května 2023, Praha) byla kreslířka, malířka, sochařka a vysokoškolská pedagožka.

## Život
Jitka Svobodová se narodila jako dvojče s bratrem Jiřím v rodině právníka Jiřího Svobody. Matka Jana, roz. Wallenfelsová, byla v té době v domácnosti. Její hra na klavír podnítila v Jitce Svobodové zájem o klasickou i moderní hudbu. Jako dítě byla na konci války svědkem bombardování Prahy. Otec po převratu v únoru 1948 přišel o advokátní kancelář a poté pracoval jako dělník. Dětství a základní školu prožila na Vinohradech v Kladské ulici a protože spolu s bratrem chodila na nepovinné náboženství a kazila reputaci ředitele, byla na poslední tři roky přemístěna do Raisovy školy ve Slezské. Od dětství ráda kreslila a také se věnovala sportu (atletika, lyžování, později jízda na koni). Učitelka výtvarné výchovy v „Raisovce“ podporovala talentované děti a pořádala pro ně bezplatné kursy kreslení podle modelu, které vedl její manžel, akademický malíř Josef Maleček.
Díky předchozí průpravě v kreslení složila přijímací zkoušky a v letech 1955–1959 absolvovala obor propagační grafika na Střední průmyslové škole bytové tvorby na Žižkově. Nadále chodila na bezplatné sobotní odpolední kursy kreslení podle modelu do ateliéru Antonína Landy (1899–1968). V té době se seznámila s Helenou Smetáčkovou a díky ní měla možnost sledovat koncerty FOK z dirigentské lóže. Hudba a zejména hudební impresionismus hrál důležitou roli i v její pozdější výtvarné činnosti. Z politických důvodů nedostala doporučení k dalšímu studiu a dvakrát byla odmítnuta, když se pokoušela o přijetí na AVU. Podobně dopadl i její bratr, který až v 60. letech vystudoval vysokou školu dálkově. Dva roky pracovala v dílně na výrobu poutačů a transparentů. V roce 1961 pomáhala Heleně Smetáčkové při soupisu kulturních památek na Prachaticku. V téže době byl její otec JUDr. Jiří Svoboda obviněn ve vykonstruovaném procesu a vzat do vazby. Po 10 měsících byl ze zdravotních důvodů propuštěn a roku 1969 plně rehabilitován.
Na Akademii byla přijata až roku 1961 a v letech 1961–1967 studovala v ateliéru monumentální malby Arnošta Paderlíka, kde byli jejími spolužáky Eva Sendlerová, Adéla Matasová, Jan Antonín Pacák, Jan Schlesinger nebo Antonín Stibůrek. Roku 1965 navštívila Paříž. Po srpnové okupaci roku 1968 většina jejích tehdejších spolužáků emigrovala a Jitka Svobodová s nimi ztratila kontakt.
Poprvé vystavovala roku 1969 v Galerii mladých v Mánesu. Ještě roku 1968 některé její obrazy zakoupila Národní galerie v Praze, ale poté jako malířka stojící mimo Svaz československých výtvarníků ztratila možnost normálního uplatnění. V té době její otec utrpěl infarkt a matku, která díky znalosti tří jazyků získala v 60. letech zaměstnání v zahraničním obchodě, počátkem normalizace propustili. Aby si udržela vlastní ateliér, usilovala Jitka Svobodová o přijetí k postgraduálnímu studiu restaurování. V letech 1973–1976 absolvovala obor restaurátor u Raimunda Ondráčka a poté byla zaměstnaná jako restaurátorka na obnově historických památek až do roku 1989.
Od konce 70. let sledovala akce Jazzové sekce, navštěvovala přednášky Petra Rezka a udržovala kontakty s performery a akčními umělci. Roku 1979 měla samostatnou výstavu na Mlynářce v domě určeném k demolici. Výstavu zorganizoval Stanislav Zippe a navštívili ji mj. Milan Grygar, Jiří Kolář, Jindřich Chalupecký, Jan Kubíček nebo Radoslav Kratina.
Roku 1982 připravila Hana Rousová výstavu kreseb Jitky Svobodové na Staroměstské radnici. V době normalizace šlo o zcela průlomovou výstavu umělce z neoficiální scény. Jitka Svobodová se roku 1982 zúčastnila také nezávislé výstavy v Hájence v oboře Hvězda, kterou připravila Marie Judlová, výstavy Od kresby k prostoru v Muzeu dělnického hnutí v Semilech, připravené Pavlou Pečinkovou, a roku 1983 výtvarného symposia na chmelnici v Mutějovicích, které bylo po dvou dnech zakázáno a zlikvidováno. Roku 1986 byla signatářkou dopisu sjezdu Svazu českých výtvarných umělců v Praze za příslušníky střední generace.
Po pádu komunismu roku 1989 a výměně profesorského sboru na AVU přijala nabídku učit studenty v nově založeném ateliéru kresby, který zřídil rektor Milan Knížák. Roku 1991 byla jmenována profesorkou AVU a ateliér kresby vedla až do roku 2011. V letech 2004–2010 byla členkou poroty Mezinárodního bienále kresby v Plzni. Roku 2006 se v Galerii moderního umění v Roudnici nad Labem na závěr její výstavy kreseb a objektů konalo z podnětu Zbyňka Sedláčka „Sympozium k poetice a interpretaci díla Jitky Svobodové“, ke kterému vyšel roku 2010 sborník. V letech 2014–2021 působila na Pedagogické fakultě Univerzity J. E. Purkyně v Ústí nad Labem.
Roku 1986 pobývala na stáži na l´Ecole municipale des Beaux Arts, Quimper, Francie. Roku 1992 obdržela stipendium Pro Helvetia, Zürich, Švýcarsko. Roku 2001 byla v rámci programu Sokrates na stáži na Facultad Bellas Artes, Cuenca, Španělsko. Kromě toho podnikla soukromé cesty do Francie, Itálie, Velké Británie, USA, Švýcarska, Německa, Rakouska, Belgie, Holandska, Řecka, aj.
Je zastoupena ve sbírkách všech významných českých galerií. Její první retrospektivní výstavu uspořádala Galerie hlavního města Prahy roku 2023.
Zemřela po těžké nemoci 15. května 2023 ve věku 81 let.

### Ocenění
- 2012 Pamětní medaile Akademie výtvarných umění v Praze
- 2023 cena Min. kultury Artis Bohemiae Amicis[15]

### Absolventi ateliéru Jitky Svobodové (výběr)
Marie Šeborová, Ján Mančuška, Veronika Holcová, Ivana Štenclová, Kateřina Adamová, Jan Kaláb, Michaela Maupicová, Jakub Janovský, Jakub Hubálek, Dana Sahánková, Adéla Součková.

## Dílo
Jako restaurátorka Státní památkové péče se zabývala především obnovou fresek a malovaných trámových stropů.
Raná díla Jitky Svobodové jsou figurální (Portrét, 1965, Město, 1966, Odpočinek, 1967) nebo zobrazují abstrahované krajiny (Skály, 1966, Krajina, 1967). Sugestivní jsou vzhůru obrácené zkamenělé lidské tváře (Lidé, 1968), které předjímají nebo reflektují šok z okupace roku 1968. Obrazy z přelomu 60. a 70. let, využívající převážně přírodní motivy, jsou malby olejem na pomezí volné abstrakce. Svobodová přechází k výraznější barevnosti a červenou barvou modeluje živou vnitřní hmotu a vymezuje její obrys (Květ, 1970). Postupně přechází ke krajinám členěným volně taženými liniemi a prostupovaným barevnými poli. Od zobrazení krajin pak přechází k zachycení přírodních procesů, posunuje se k redukované barevnosti a spojení s realitou se zcela rozvolňuje (Sněžení a tání, 1972). V prvních letech normalizace prošla, podobně jako řada jejích vrstevníků, životní krizí a cítila, že barevné kompozice se rozcházejí s žitou skutečností (Zasněžená krajina, 1973).
Zlom v její tvorbě byl zcela radikální. V souvislosti se svým zaměstnáním restaurátorky, která byla velmi fyzicky náročná, opustila malbu a ve volném čase dělala tužkové kresby, které reflektovaly její tehdejší pracovní prostředí - lešení, žebříky, prkna, stočené dráty. Kresby zachycují banální předměty minimalistickou formou v tlumené až monochromní barevnosti, jsou plošné, neemocionální a neexpresivní. Předměty, které Svobodová zachycuje, ztratily svou funkci i symbolickou hodnotu. Přicházejí z nepostižitelného prostoru a tam, kde prostor kresby končí, začíná jejich jiný život v čase a prostoru, který není totožný s naším. Její pojetí kresby není emotivní, ale spíše filozofické. Souběžně začala tvořit komorní objekty z drátů, které představují jakési prostorové lineární kresby. Jsou kolorované a často kombinované s plochou z papírmaše zpevněné akrylovou pryskyřicí (Postava za oknem, Okno se stromem, 1974, Svíčky, 1978).
Kresby z roku 1974 jsou silně existenciální a vyjadřují pocity osamění a nový počátek zcela věcného zachycení okolního světa (Postava za oknem, 1974). Kresby oken a plotů měly hlubší společenský význam jako reflexe uzavřenosti, ohraničenosti, nepřekročitelnosti a nemožnosti pohybu. Diagonála šikmých trámů z kreseb Zatarasené okno (1974), Stromy (1975) a Zatarasené dveře (1975) znemožňuje pohyb dovnitř i ven. Atmosféru doby vyjadřovaly i kresby osamocené žárovky visící na smotaném drátu (Žárovka, 1975) nebo Přelepená obálka (1977). Stav vnějšího světa proniká do kreseb náznaky poškození nebo zranění (Rozbité okno, 1975) a pokřivení (Plot s provazy, 1977). Kresby stavebních materiálů jako jsou Trámy, Cihly, Zeď (1977), v nichž je prostor pouze naznačen drobným vybočením z pravidelnosti, dovršují obrat od přírody k pevnému, uzavřenému a prostorově zřetelně vymezenému objemu. Věci, které Svobodová zachycuje kresbou, nejsou reálné ale zobrazené ve svém bytostném určení (Heidegger) – chybí jim charakteristika materiálu nebo povrchu, nejsou zobrazené ve správné perspektivě, mají pouze svůj vlastní prostor, nejsou nijak ukotveny v čase, nenesou žádný symbolický význam a nevztahují se k ničemu kromě svého základního charakteru jako je hranatost, ohebnost nebo svislost. Vymezují okolní prázdno a podmiňují věcnost prázdna.
Ve druhé polovině 70. let zachycují kresby Jitky Svobodové spíše stavy věcí, jako stání, zavěšení, ukotvení, zauzlování, provlečení, podepření nebo zaklesnutí. Barva jako přebytečný prvek chybí, ale s počátkem 80. let se zvětšuje formát kreseb (Smyčka, Dvě hadice, 1984, 150 x 100 cm). Podnětem k tematizaci stavebních materiálů jako jsou trubky, tyče, dráty nebo trámy bylo prostředí, v němž se denně jako restaurátorka pohybovala. Neobsahují žádné náznaky lidské přítomnosti, ale o přetrvávajícím zájmu o člověka vypovídá např. existenciální minimalistický objekt, pro který si vypůjčila název Štursovy sochy Život uniká (1979). Pohyb znázorňují její střízlivě barevné objekty stromů z drátů a papírové hmoty (Stromy, 1982, Stromy v zatáčce, 1983).
Ve druhé polovině 80. let zachytila pohyb i ve svých kresbách nádob, které mají objem a naklánějí se, zbavené gravitace. Jiné kresby znázorňují přelévání nebo proud vody (Přelévání, 1985), míchání tekutiny v nádobě rozměrnými kůly aniž by byla určena síla, která jimi manipuluje (Míchání, 1988). Ve svých drátěných objektech ze stejné doby znázorňuje oheň a slunce (Oheň a slunce, 1985, Slunce, 1986). Koncem 80. let se v jejím díle projevuje obnovený zájem o přírodu a její energii, reprezentovaný tekoucí vodou (Prameny, 1987), vyvrácenými kmeny stromů (Vyvrácené kmeny, 1988), nebo náznakem kroužení v kresbách kmenů s chomáči suché trávy (Dva chomáče, 1991). Ve svých drátěných objektech znovu znázorňuje oheň, naposled symbolicky v monumentálním měřítku (Oheň III, v. 200 cm, 1989). Objekty se váží bezprostředně k raným malbám Svobodové, kde byl vztah k přírodě určující. Jsou reflexí konkrétního vizuálního vjemu a vyznačují se silným zaujetím přírodními jevy ve stadiu jejich dynamické proměny.
V 90. letech navazuje objekty stromů skloněných větrem, sérií svíček (Svíčka a světlo I-III, 1993) a drátěnými objekty vymezujícími vnitřní prostor (Modrý prostor, 1992). Největší a nejsložitější drátěný objekt Noc-Den z roku 2004 navazuje na její pastelové studie noční oblohy a moře z 90. let (Moře, 1997, Hvězdy, 1999). Podle interpretace Petra Vaňouse jde ve skutečnosti o objekt, do jehož epicentra v místě protínání obou kuželů je vložena vizuálně těžko postižitelná zkušenost s časovým aktem přerodu dne v noc. Stabilní základna obou kuželů se tím ruší a celý objekt lze nahlížet jako zastavený proces rotace v jakémkoli směru. Ve svých monumentálních kresbách se zabývá zobrazením rubu a líce ohnuté plochy papíru (Stočený papír, 1992) nebo dvojicemi volně se vznášejících tvarů (Rotace, 1992, Košík a víko, 1994).
V letech 1994-1996 se věnovala tématu Oči - nejprve v prostorových objektech z drátu a papíru (Oko I a II, 1994), následně v kresbách tužkou a barevným pastelem. Vizuální metafora očí propojuje tělesné a předmětné formy a zpřítomňuje magické myšlení. Po polovině 90. let se Jitka Svobodová zaměřila na technicky precizní kresby běžného kuchyňského náčiní, jako hrnky, talíře, lžíci nebo ubrus. Zachycovala přitom pouze výřez reality, odehrávající se v nehybném a metafyzicky působícím prostoru. Rozměrné pastelové kresby mají jemnou barevnost a předměty získaly objem a trojrozměrnost. Vymykají se svému běžnému účelu a vznášejí se v prostoru mimo své běžné souvislosti nebo levitují dnem vzhůru (Šálek a konvice, 2008), jindy je prostor rytmizován hozenými kostkami cukru (Hrnek a kostky cukru, 2006). Od poloviny 90. let jsou kresby Jitky Svobodové nepravým zobrazením - s převráceným podáním stínů, světel, hran i významů. Oči nejsou oči, ale schránky prázdna, talíře a hrnky jsou segmenty nakloněných ploch kružnic.
V letech 2007–2008 vznikl také soubor velkoformátových kreseb tužkou a pastelem Lahve a navazující soubor Kouř (2008-2010), doplněný menšími drátěnými objekty (Kouř, 2010) Vztah předmětu a okolí tematizuje soubor sedmi kreseb Stolů z let 2012–2014 a čtrnácti kreseb Záclon z let 2015–2017, které vyplňují celou plochu a svými záhyby vytvářejí napětí světla a tmy. Menší pastely Kmeny stromů (2020) jsou rovněž téměř monochromatické a kmeny rytmizují plochu více nepravidelně.
Souběžně s velkoplošnými pastelovými kresbami vznikaly v letech 2009-2012 obrazy zhotovené jinými technikami, původně se záměrem zachytit prchavé přírodní jevy. Kromě drátěného objektu Mraky (2009) vytvořila malby na plátně ve kterých zvýraznila linie pomocí zohýbaného drátu přišitého k podkladu (Mraky, 2012, Stromy a mraky, 2015). Podobnou techniku použila v pastelech Stromy I a II (2020) a v cyklu Obydlí (2014) – jedenácti drobných tmavých pastelech na plátně, kombinovaných s „kresbou“ drátem přišitým k podkladu. Jsou na nich zachyceny běžné součásti domácího vybavení, jako židle, stoly, dveře, skříň, schody nebo okna. Paralelně s nimi vznikly i drobné reliéfy vystřižené z různobarevné lepenky. Z roku 2018 jsou pastely se židlemi, kde obrysovou linii hran tvoří napnutá nit.
Výzvou k rozvinutí objemu a hloubky světelné plasticity pastelových kreseb jsou velkoformátové Polštáře z roku 2019 a Ubrusy (2020–2021), znázorněné jako levitující světelná oblast odrážející se od pozadí.
V kresbách Jitky Svobodové nejde o popis nebo přepis reálné věci. Předměty jsou vyjmuty z běžné reality nebo logických vztahů k člověku a vstupují v úloze prostředníků do subjektivního prostoru vědomí, v němž konkrétnost smysly ohmataných reálných prvků přechází aktem myšlení v jejich zobecněnou podobu. Obecnou charakteristikou díla Jitky Svobodové je krajní úspornost výtvarných prostředků. Její tvůrčí postup, jehož předpokladem je negace běžných a osvědčených pravidel, je doslovným popřením všeho, co bývá označováno za žádoucí, zajímavé nebo efektní. Málokdo je schopen svobodného projevu v tak subjektivně přísně vymezené situaci. Čestmír Lang přirovnává tvorbu velkoformátových pastelů, které vznikají i několik měsíců, k činnosti buddhistických mnichů. Mohou být nejen zdrojem estetických kvalit, ale i médiem k individuální meditaci.

### Zastoupení ve sbírkách
- Národní galerie v Praze
- Ministerstvo kultury České republiky, Praha
- Albertina, Vídeň
- GASK Kutná Hora (dříve České muzeum výtvarných umění, Středočeská galerie, Praha)
- Galerie Benedikta Rejta, Louny
- Galerie hlavního města Prahy
- Galerie moderního umění, Hradec Králové
- Galerie umění Karlovy Vary
- Galerie výtvarného umění, Roudnice nad Labem
- Krajská galerie, Hradec Králové
- Muzeum umění Olomouc
- Oblastní galerie Liberec
- Východočeská galerie, Pardubice

### Autorské výstavy
- 1969 Jitka Svobodová: Obrazy, Galerie mladých, Mánes, Praha
- 1978 Kresby Jitky Svobodové, Divadlo hudby (Galerie Titanic), Olomouc
- 1979 Jitka Svobodová: Kresby, objekty, Kabinet grafiky, Brno
- 1982 Jitka Svobodová: Kresby, objekty, Staroměstská radnice, Praha
- 1983 Jitka Svobodová: Kresby, objekty, Letohrádek Ostrov
- 1986 Jitka Svobodová: Kresby, Těšínské divadlo, Český Těšín (Karviná)
- 1988 Jitka Svobodová: Kresby: 1982 - 8, Atrium na Žižkově, Praha
- 1995 Jitka Svobodová (Česká kresba 2), Galerie umění Karlovy Vary
- 1996 Jitka Svobodová: Oči, Výstavní síň Sokolská 26, Ostrava
- 1997 Jitka Svobodová: Kresby, objekty, Sovinec
- 1998 Jitka Svobodová: Květy, oči, předměty, Galerie Václava Špály, Praha
- 2001 Jitka Svobodová: Blízké prostory, Galerie města Plzně
- 2001 Jitka Svobodová: Pastely a objekty, Lounská výstavní síň Telecom, Louny
- 2003 Jitka Svobodová: Vedle mne / 2000+3, AP galerie, Praha
- 2004 Jitka Svobodová: Kresby a objekty, Galerie V kapli, Bruntál
- 2005/2006 Jitka Svobodová: Obrácený pohled, Galerie moderního umění, Roudnice nad Labem
- 2006 Jitka Svobodová: Kresby a objekty, Galerie Šternberk
- 2010 Jitka Svobodová: Kouře a věci, Topičův salon, Praha
- 2016 Jitka Svobodová: Dvě hadice, 1984, Muzeum východních Čech v Hradci Králové
- 2017 Jitka Svobodová: 4 a půl cyklu (2010-2017) / 4 and a Half Series (2010-2017) Nový zlínský salon 2017 / New Zlin Salon 2017, Krajská galerie výtvarného umění ve Zlíně[8]
- 2017/2018 Jitka Svobodová: Venku a uvnitř / Outside and Inside, Museum Kampa - Nadace Jana a Medy Mládkových, Praha
- 2020 Jitka Svobodová: Neklidné ticho, Galerie Dům, Broumov
- 2022 Jitka Svobodová: Naléhavost jevů, Galerie výtvarného umění, Cheb
- 2023 Jitka Svobodová: Za hranou viděného / Beyond the Edge of the Visible, Městská knihovna Praha

### Monografie
- Jitka Svobodová. Obrazy, kresby, objekty 1965–2021, 432 s., text Karel Srp, Arbor vitae, Řevnice 2022, ISBN 978-80-7467-153-1

### Katalogy
- Jitka Svobodová: Obrazy, Galerie mladých, SČVU 1969
- Jitka Svobodová: Kresby tužkou, text. Hana Hlaváčková, Divadlo hudby Olomouc 1978
- Jitka Svobodová: Kresby, text J. Valoch, Dům umění města Brna 1979
- Jitka Svobodová: Kresby, objekty (Situace 3), text Karel Srp, Jazzová sekce, Praha 1979
- Jitka Svobodová: Kresby, text H. Rousová, Staroměstský radnice, Praha 1982
- Jitka Svobodová: Kresby 1982-8, text M. Nešlehová, Atrium, Praha 1988
- Jitka Svobodová, text H. Larvová, 40 s., Staroměstská radnice, Praha 1994, ISBN 80-7010-036-2
- Jitka Svobodová, text Karel Srp, Galerie umění Karlovy Vary 1995, ISBN 80-85014-22-X
- Jitka Svobodová: Obrácený pohled / Reverse View, 40 s., text Miroslava Hlaváčková, Nakladatelství KANT (Karel Kerlický), Praha 2005, ISBN 80-86217-93-0
- Jitka Svobodová: Kouře a věci, text Petr Vaňous, Společnost Topičova salonu, Praha 2010
- Jitka Svobodová: Venku a uvnitř / Outside and Inside, Museum Kampa - Nadace Jana a Medy Mládkových 2017
- Jitka Svobodová: Neklidné ticho, text Iva Mladičová, Galerie Dům, Broumov 2020
- Jitka Svobodová: Naléhavost jevů, text Karel Srp, Galerie výtvarného umění Cheb 2022

### Ostatní
- Obrácený pohled. Jitka Svobodová. Sympozium k poetice a interpretaci díla Jitky Svobodové. Galerie moderního umění v Roudnici nad Labem 5. ledna 2006, Řevnice – Ústí nad Labem, Arbor vitae ve spolupráci s FUD UJEP v Ústí nad Labem 2010
- Nová encyklopedie českého výtvarného umění N–Ž, 558 s., Academia, nakladatelství Akademie věd České republiky 1995, ISBN 80-200-0522-6, s. 809